# Concert per a violí núm. 2 (Widmann)

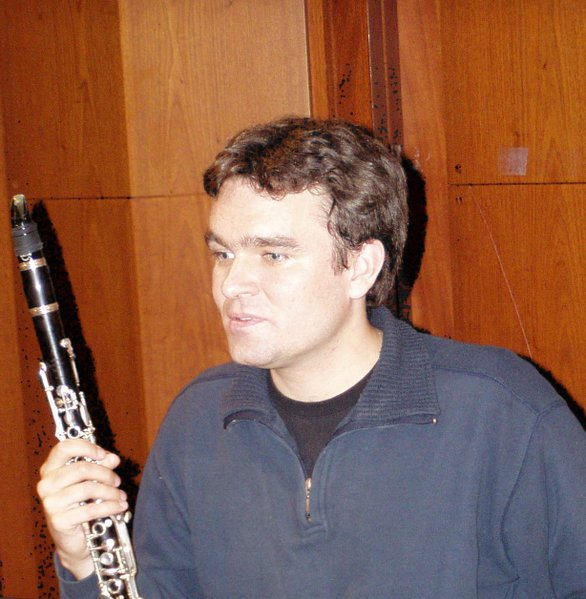
Imatge de Jörg Widmann, autor del concert.

El Concert per a violí núm. 2 de Jörg Widmann va ser compost el 2018 per a la seva germana petita Carolin Widmann. L'obra es va estrenar el 31 d'agost de 2018 amb la solista Carolin Widmann i la Tokyo Metropolitan Symphony Orchestra dirigida per Jörg Widmann al Suntory Hall de Tòquio. El concert està dedicat a Carolin Widmann ("für Caro") i va ser encarregat per Suntory Hall, Orchestre de París i Frankfurt Radio Symphony.

## Història
Carolin i Jörg Widmann van tocar música junts de nens, l'instint de joc dominava. Van representar òperes amb peluixos. Widmann demanava a la seva germana que provessin tècniques ampliades al violí; la seva resposta: "Estàs boig!" Més tard Carolin Widmann va tocar sovint repertori clàssic i romàntic estàndard.
Per al compositor, el concert era un "exercici de reducció".

## Estructura
El concert té tres moviments tradicionals i té una durada de 35 minuts.
El material temàtic és limitat i permanentment variat. Amb el violí com a narrador, l'obra conté declaracions personals. El primer moviment breu Una ricerca és una recerca del violí per si mateix, per la seva pròpia veu. L'extens segon moviment Romanze travessa diverses "zones emocionals". Això es manifesta amb la citació de virtuosos concerts romàntics i tardo-romàntics per a violí, la balada anglesa Scarborough Fair i una cançó francesa. En el moviment final curt, Mobile, l'antic cant de violí tendeix a escindir-se.

## Instrumentació
- Instruments de vent-fusta: 3 flautes (totes doblant amb flautí), 3 oboès (3r doblant amb corn anglès), 3 clarinets en la (2n doblant clarinet contrabaix en si♭, 3r contrabaix de clarinet en si♭), 3 fagots (3r contrabaix contrafagot)
- Metall: 4 trompes en fa, 3 trompetes en do, 3 trombons, tuba
- Percussió: timbals, percussió (3 músics)
- Cordes: 12 violins I, 10 violins II, 8 violes, 6 violoncels, 6 contrabaixos (tots amb 5 cordes amb si com a corda més baixa)
- arpa, celesta[1]

## Actuacions
L'estrena va tenir lloc al Suntory Hall de Tòquio, dirigida pel mateix compositor, seguida d'actuacions a Europa amb l'Orchestre de París i l'Orquestra Simfònica de la Ràdio Sueca sota la direcció de Daniel Harding i l'Orquestra Simfònica de la Ràdio de Frankfurt a l'Alte Oper amb Andrés Orozco-Estrada.

## Recepció
Sofia Nyblom de Svenska Dagbladet va escriure: "una estrena teatral que combina la precocitat existencial amb la innocència infantil".